# Església de São Pedro
|  | Per a altres significats, vegeu «església de São Pedro (Leiria)». |

São Pedro, també coneguda com a São Pedro d'Abragão, és una església a la freguesia d'Abragão, al municipi de Penafiel.(1) Aquesta església es troba en la Ruta del romànic de Vale do Sousa i fou classificada com a Monument Nacional per Decret Núm. 129/77, DR 226, del 29 de setembre de 1977.

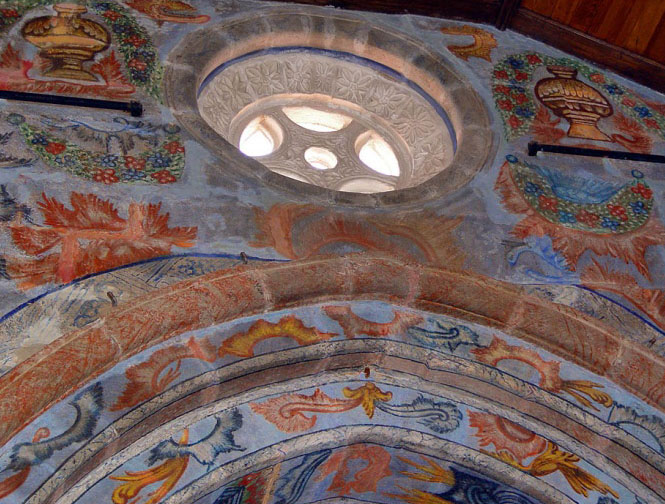
Absis de l'església de S. Pedro d'Abragão

En el transcurs dels treballs de l'arranjament urbanístic del Centre Cívic d'Abragão, integrat en la Ruta del romànic de Vale do Sousa, es trobà, a l'edifici de suport de la Junta de Freguesia, una significativa sèrie d'elements arquitectònics de l'època romànica, provinents de l'església. En la construcció de les parets de l'edifici –utilitzat com a taller de ferrer– s'inseriren algunes peces pertanyents a l'antiga nau de l'església reedificada en la segona meitat del segle xvii.(1)